# 白公爵瓦迪斯瓦夫
白公爵瓦迪斯瓦夫（波蘭語：Władysław Biały，約1330年—1388年2月29日），格涅夫科沃公爵，卡齊米日三世的獨子。

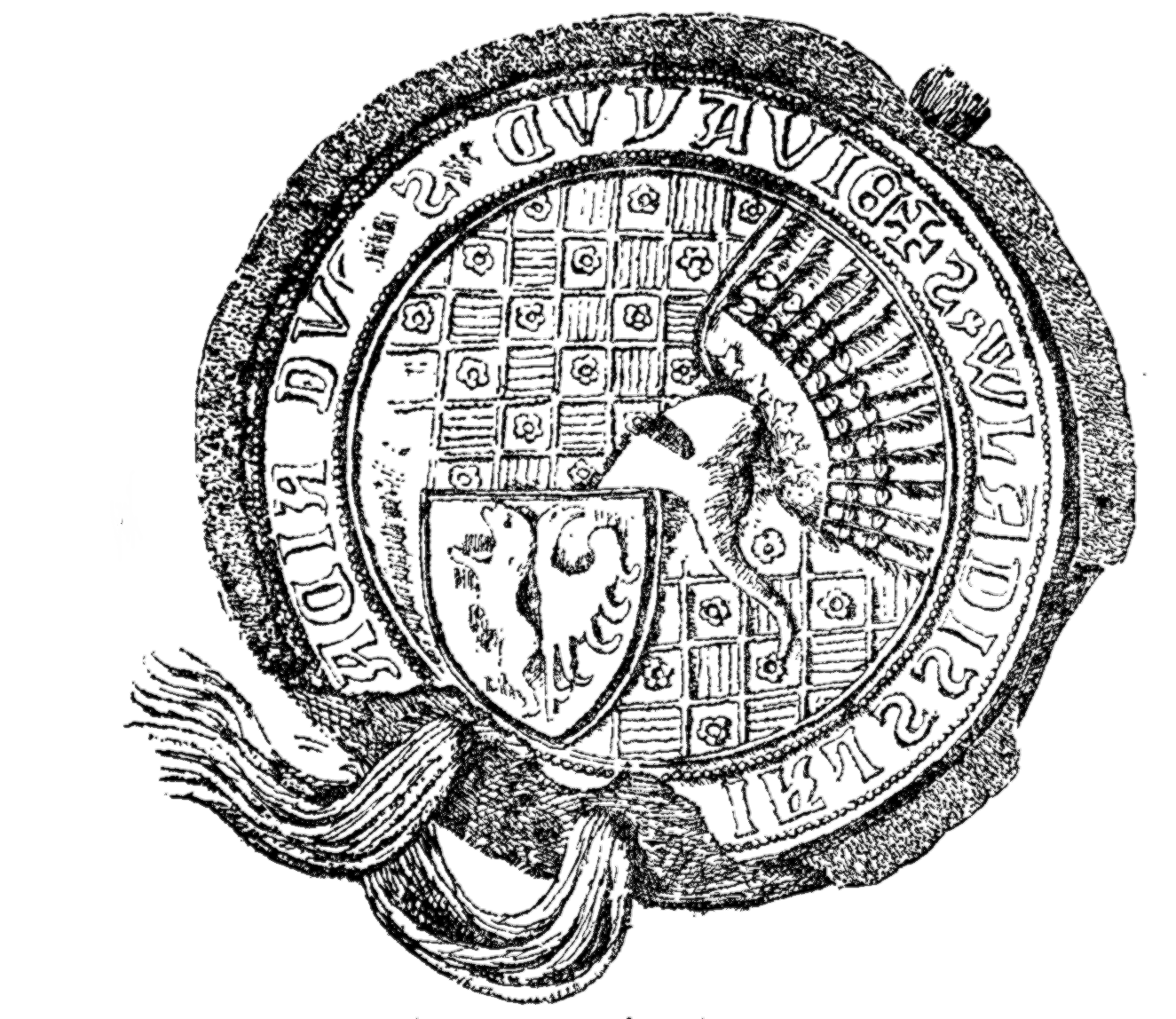
瓦迪斯瓦夫的印章

瓦迪斯瓦夫在父親去世後繼承格涅夫科沃公國。1363/64年，瓦迪斯瓦夫將公國賣給波蘭國王、堂叔卡齊米日三世，移居法國第戎修道院。卡齊米日三世去世後，瓦迪斯瓦夫返回波蘭試圖爭奪王位，但被匈牙利的拉約什一世擊敗。